# Pilea sancti-johannis
Pilea sancti-johannis är en nässelväxtart som beskrevs av Florence. Pilea sancti-johannis ingår i släktet pileor, och familjen nässelväxter. Inga underarter finns listade i Catalogue of Life.